# 小行星1546
小行星1546（546 Izsak）是一颗围绕太阳公转的小行星。1941年9月28日，庫林·捷爾吉在布达佩斯发现了此天体。
該小行星以匈牙利天文學家伊薩克·伊姆雷（Izsák Imre）命名。
这颗小行星的绝对星等为280.0877190456221等。